# روز هشتم (مجموعه تلویزیونی)
روز هشتم، فیلمنامه توسط ساواش کورکماز، سدا چالیشیر و توپراک کارااوغلو و با بازی در نقش اصلی بورجو بیریجیک، موسی اوزونلار، بورا گولسوی، جیدا دوونجی، جم داوران، ییعیت کیرازجی، هاکان کورتاش، گوکچه یانارداع، سرمت یشیل، دنیز کارااوغلو و اورهان گونر یک سریال اکشن و درام است. این سریال در ۷ مه ۲۰۱۸ پایان یافت.

## بازیگران و شخصیت‌ها

### شخصیت‌های اصلی
- بورجو بیریجیک: بهار یوکسل
- موسی اوزونلار: حیاتی شاهین
- بورا گولسوی: اوزان دمیر
- جیدا دوونجی: شهناز یوکسل
- جم داوران: عزیز اوعور بوزتپه
- ییعیت کیرازجی: احمد اکشی
- هاکان کورتاش: رستم آلابان
- گوکچه یانارداع: گوکچه
- سرمت یشیل: سرمت
- دنیز کارااوغلو: دنیز
- اورهان گونر: اورهان